# Collegio elettorale di Cividale del Friuli (Camera dei deputati)
Il collegio di Cividale del Friuli fu un collegio elettorale uninominale della Repubblica Italiana per l'elezione della Camera dei deputati. Apparteneva alla circoscrizione Friuli-Venezia Giulia e fu utilizzato per eleggere un deputato nella XII, XIII e XIV legislatura.
Venne istituito nel 1993 con la cosiddetta Legge Mattarella (Legge n. 277, Nuove norme per l'elezione della Camera dei deputati), attuata in seguito al referendum abrogativo del 1993. La legge istituì per la Camera dei deputati e per il Senato della Repubblica un sistema di elezione misto, in parte maggioritario e in parte proporzionale. Il 75% dei parlamentari dell'assemblea veniva eletto in collegi uninominali tramite sistema maggioritario a turno unico; il restante 25% alla Camera veniva eletto tramite sistema proporzionale con liste bloccate.
Il collegio venne abolito insieme a tutti gli altri che costituivano la Camera con la promulgazione della legge elettorale successiva, la cosiddetta Legge Calderoli. Questa prevedeva un sistema proporzionale con premio di maggioranza, che alla Camera veniva attribuito a livello nazionale.

## Territorio
Il collegio di Cividale del Friuli era uno dei 10 collegi uninominali in cui era suddiviso il Friuli-Venezia Giulia e, come previsto dal D.Lgs. del 20 dicembre 1993 n. 536, era interamente compreso nella provincia di Udine e comprendeva i seguenti comuni: Attimis, Cassacco, Cividale del Friuli, Colloredo di Monte Albano, Coseano, Dignano, Drenchia, Faedis, Fagagna, Flaibano, Grimacco, Lusevera, Magnano in Riviera, Majano, Moimacco, Moruzzo, Nimis, Pagnacco, Povoletto, Prepotto, Pulfero, Ragogna, Reana del Rojale, Remanzacco, Rive d'Arcano, San Daniele del Friuli, San Leonardo, San Pietro al Natisone, San Vito di Fagagna, Savogna, Stregna, Taipana, Tarcento, Torreano, Treppo Grande e Tricesimo.

## Eletti
| Elezione | Elezione | Deputato          | Partito                 |
| -------- | -------- | ----------------- | ----------------------- |
|          | 1994     | Francesco Stroili | Polo delle Libertà (LN) |
|          | 1996     | Domenico Pittino  | Lega Nord               |
|          | 2001     | Pietro Fontanini  | Casa delle Libertà (LN) |

## Dati elettorali

### XII legislatura

#### Risultati proporzionale
| Coalizioni        | Coalizioni                   | Liste                        | Liste                              | Voti   | %     |
| ----------------- | ---------------------------- | ---------------------------- | ---------------------------------- | ------ | ----- |
|                   | Polo delle Libertà           |                              | Lega Nord                          | 20.938 | 25,67 |
|                   | Polo delle Libertà           | Forza Italia                 | 17.765                             | 21,78  |       |
| Totale coalizione | Totale coalizione            | 38.703                       | 47,45                              |        |       |
|                   | Patto per l'Italia           |                              | Partito Popolare Italiano          | 15.372 | 18,85 |
|                   | Progressisti                 |                              | Partito Democratico della Sinistra | 6.492  | 7,96  |
|                   | Progressisti                 | Rifondazione Comunista       | 3.214                              | 3,94   |       |
|                   | Progressisti                 | Federazione dei Verdi        | 2.769                              | 3,40   |       |
|                   | Progressisti                 | Partito Socialista Italiano  | 1.581                              | 1,94   |       |
| Totale coalizione | Totale coalizione            | 14.056                       | 17,24                              |        |       |
|                   | Alleanza Nazionale           | Alleanza Nazionale           | Alleanza Nazionale                 | 9.749  | 11,95 |
|                   | Lista Pannella               | Lista Pannella               | Lista Pannella                     | 3.200  | 3,92  |
|                   | Partito della Legge Naturale | Partito della Legge Naturale | Partito della Legge Naturale       | 471    | 0,58  |
| Totale            | Totale                       | Totale                       | Totale                             | 81.551 |       |

#### Risultati uninominale
|                               | Francesco Stroili ✔️ Eletto | Polo delle Libertà (FI - LN - CCD - UDC) | 41 220 | 51,01 |  |  |  |  |  |
|                               | Danilo Bertoli              | Patto per l'Italia                       | 17 324 | 21,44 |  |  |  |  |  |
|                               | Lorenza Beltramini          | Progressisti                             | 13 689 | 16,94 |  |  |  |  |  |
|                               | Sergio Silvestri            | Alleanza Nazionale                       | 8 574  | 10,61 |  |  |  |  |  |
| Totale                        | Totale                      | Totale                                   | 80 807 | 100   |  |  |  |  |  |
|                               |                             |                                          |        |       |  |  |  |  |  |
| Fonte: Ministero dell'interno |                             |                                          |        |       |  |  |  |  |  |

### XIII legislatura

#### Risultati proporzionale
| Coalizioni        | Coalizioni                         | Liste                                     | Liste                              | Voti   | %     |
| ----------------- | ---------------------------------- | ----------------------------------------- | ---------------------------------- | ------ | ----- |
|                   | Polo per le Libertà                |                                           | Forza Italia                       | 14.792 | 19,08 |
|                   | Polo per le Libertà                | Alleanza Nazionale                        | 9.899                              | 12,77  |       |
|                   | Polo per le Libertà                | CCD-CDU                                   | 5.201                              | 6,71   |       |
| Totale coalizione | Totale coalizione                  | 29.892                                    | 38,56                              |        |       |
|                   | Lega Nord                          | Lega Nord                                 | Lega Nord                          | 27.290 | 35,21 |
|                   | L'Ulivo                            |                                           | Partito Democratico della Sinistra | 6.775  | 8,74  |
|                   | L'Ulivo                            | Popolari per Prodi (PPI-SVP-PRI-UD-Prodi) | 6.513                              | 8,40   |       |
|                   | L'Ulivo                            | Federazione dei Verdi                     | 2.273                              | 2,93   |       |
| Totale coalizione | Totale coalizione                  | 15.561                                    | 20,07                              |        |       |
|                   | Progressisti                       |                                           | Rifondazione Comunista             | 3.702  | 4,78  |
|                   | Movimento Sociale Fiamma Tricolore | Movimento Sociale Fiamma Tricolore        | Movimento Sociale Fiamma Tricolore | 733    | 0,95  |
|                   | Nord Libero Autonomia              | Nord Libero Autonomia                     | Nord Libero Autonomia              | 329    | 0,42  |
| Totale            | Totale                             | Totale                                    | Totale                             | 77.507 |       |

#### Risultati uninominale
|                               | Domenico Pittino ✔️ Eletto | Lega Nord           | 27 320 | 35,31 |  |  |  |  |  |
|                               | Gabriele Cianci            | Polo per le Libertà | 25 466 | 32,91 |  |  |  |  |  |
|                               | Massimo Cescutti           | L'Ulivo             | 22 505 | 29,09 |  |  |  |  |  |
|                               | Roberto Vattori            | Mani Pulite         | 2 084  | 2,69  |  |  |  |  |  |
| Totale                        | Totale                     | Totale              | 77 375 | 100   |  |  |  |  |  |
|                               |                            |                     |        |       |  |  |  |  |  |
| Fonte: Ministero dell'interno |                            |                     |        |       |  |  |  |  |  |

### XIV legislatura

#### Risultati proporzionale
| Coalizioni        | Coalizioni                 | Liste                      | Liste                                 | Voti   | %     |
| ----------------- | -------------------------- | -------------------------- | ------------------------------------- | ------ | ----- |
|                   | Casa delle Libertà         |                            | Forza Italia                          | 19.888 | 26,98 |
|                   | Casa delle Libertà         | Lega Nord                  | 10.143                                | 13,76  |       |
|                   | Casa delle Libertà         | Alleanza Nazionale         | 9.446                                 | 12,82  |       |
|                   | Casa delle Libertà         | CCD-CDU                    | 1.966                                 | 2,67   |       |
| Totale coalizione | Totale coalizione          | 41.443                     | 56,23                                 |        |       |
|                   | L'Ulivo                    |                            | La Margherita (Dem - PPI - RI- UDEUR) | 11.977 | 16,25 |
|                   | L'Ulivo                    | Democratici di Sinistra    | 5.303                                 | 7,20   |       |
|                   | L'Ulivo                    | Il Girasole (FdV - SDI)    | 1.397                                 | 1,90   |       |
|                   | L'Ulivo                    | Comunisti Italiani         | 1.033                                 | 1,40   |       |
| Totale coalizione | Totale coalizione          | 19.710                     | 26,75                                 |        |       |
|                   | Lista Di Pietro            | Lista Di Pietro            | Lista Di Pietro                       | 3.815  | 5,18  |
|                   | Democrazia Europea         | Democrazia Europea         | Democrazia Europea                    | 3.780  | 5,13  |
|                   | Rifondazione Comunista     | Rifondazione Comunista     | Rifondazione Comunista                | 2.560  | 3,47  |
|                   | Lista Pannella - Bonino    | Lista Pannella - Bonino    | Lista Pannella - Bonino               | 2.239  | 3,04  |
|                   | Terzo Polo per l'Autonomia | Terzo Polo per l'Autonomia | Terzo Polo per l'Autonomia            | 89     | 0,12  |
|                   | Abolizione scorporo        | Abolizione scorporo        | Abolizione scorporo                   | 67     | 0,09  |
| Totale            | Totale                     | Totale                     | Totale                                | 73.703 |       |

#### Risultati uninominale
|                               | Pietro Fontanini ✔️ Eletto | Casa delle Libertà | 37 205 | 51,08 |  |  |  |  |  |
|                               | Ebe De Monte               | L'Ulivo            | 25 419 | 34,90 |  |  |  |  |  |
|                               | Roberto Molinaro           | Democrazia Europea | 5 340  | 7,33  |  |  |  |  |  |
|                               | Antonino Pollina           | Lista Di Pietro    | 4 866  | 6,68  |  |  |  |  |  |
| Totale                        | Totale                     | Totale             | 72 830 | 100   |  |  |  |  |  |
|                               |                            |                    |        |       |  |  |  |  |  |
| Fonte: Ministero dell'interno |                            |                    |        |       |  |  |  |  |  |